# Alex Band
Alexander Max Band (Los Ángeles, Estados Unidos, 8 de junio de 1981), conocido como Alex Band, es un cantante estadounidense, quien fue el cofundador y vocalista de la banda The Calling, famosa por el exitoso sencillo "Wherever You Will Go". Cuando la banda decidió hacer una pausa en 2005, Band hizo pública su intención de comenzar una carrera en solitario.

## Biografía

### Carrera
Alex Band comenzó a recibir clases de guitarra a la edad de 8 años. A los 15 años abandonó la escuela para firmar un contrato con la discográfica RCA Records. Sus estudios los terminaría más tarde con clases particulares. Band toca la guitarra, el piano y el saxofón.
Band creció en una calle llamada Camino Palmero, donde conoció a Aaron Kamin, con quien creó una banda llamada Generation Gap. Más tarde cambiaron el nombre de la banda por Next Door y finalmente por The Calling. En 2003 Alex Band grabó un sencillo con Carlos Santana con el título Why Don’t You and I.
En 2007 participó con el sencillo It Doesn’t Get Better Than This en la banda sonora de la película The Bratz.
En 2005 Band se separó de su compañero en The Calling y decidió iniciar su carrera en solitario. En 2007 comienza a grabar su primer álbum en solitario con un contrato con la discográfica GR. Debido a diferencias con la discográfica renunció a su contrato para crear su propio sello discográfico (Alex Band Music). En 2008 publica un EP con 5 canciones, que pueden bajarse de Internet, así como en formato CD, comercializado por un Streetteam oficial.
Para promocionar su música, participó como invitado en la serie CSI: NY (Episodio 5x12 Help), donde encarga a un músico sospechoso de haber cometido un asesinato. Además, se involucra en las organizaciones caritativas Donate Life y Make The Difference Network, para las que donó parte de las recaudaciones de sus espectáculos.
El 19 de marzo de 2010 apareció su nuevo álbum en solitario en Internet, titulado "We've All Been There".
A partir de entonces se ha dedicado a grabar algunas canciones de su autoría en solitario utilizando diversos medios electrónicos.
Band actuó en algunas producciones cinematográficas como Puppet Master. Su exmujer, Jennifer Sky, es actriz y famosa por la teleserie Xena: la princesa guerrera y algunos episodios de CSI: Crime Scene Investigation. Junto a su exesposa Band participó en la película A Fish Without a Bicycle. Además, también trabaja como modelo para la casa Ralph Lauren. Taryn, su hermana, tiene una marca de moda, Vanitas of California y su esposo, el fotógrafo Kurt Iswarienko, hizo las fotos de los álbumes de The Calling Camino Palmero y Two.

### Vida personal
Su familia es acomodada, su abuelo, Max Band era pintor en Rusia y Alemania y su padre, Charles Band, es un famoso productor de películas de cine de terror. Su padre lo ayuda en la composición de las canciones.
Estuvo casado con Jennifer Sky desde 2004 hasta 2009. En febrero de 2010, se comprometió con Kristin Blanford. Apareció en los videoclips de sus canciones "Tonight" (2010) y "Euphoria" (2011). Se casaron el 1 de mayo de 2011 y se divorciaron en abril de 2012.
En octubre de 2013 se casó con Shayna Weber. Su hijo, Max Bowie Band, nació el 3 de septiembre de 2016.
El 18 de agosto de 2013 fue secuestrado por dos sujetos que lo golpearon, despojaron de sus pertenencias y lo abandonaron sobre las vías del tren en Lapeer, Míchigan. Fue llevado al hospital donde fue atendido y dado de alta a los pocos días.

## Discografía

### The Calling
- Camino Palmero (2001)
- Two (2004)

### Como solista
- Alex Band EP (2007, EP)
- We've All Been There (2010, primer álbum de estudio)
- After the Storm (2012, EP)